# Liaodong

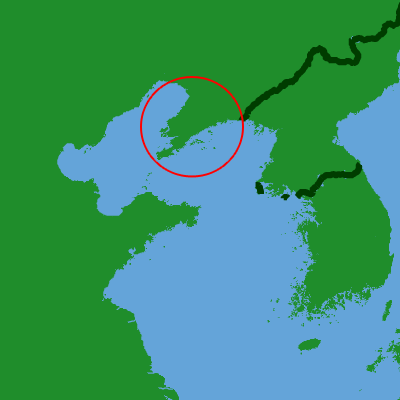
Locatie van Liaodong

Liaodong (vereenvoudigd Chinees:辽东半岛; traditioneel Chinees: 遼東半島; pinyin: Liáodōng bàndǎo) is een schiereiland in de provincie Liaoning in het noordoosten van China, vroeger ook wel bekend als Zuidoost-Mantsjoerije. Liaodong (ook wel gespeld als Liaotung) betekent "ten oosten van de Liao". De Liao is een rivier die tijdens de periode van de Strijdende Staten de legereenheden van Liaoxi (vereenvoudigd Chinees:辽西; traditioneel Chinees:遼西) (ten westen van de Liao) en Liaodong scheidde.

## Geografie
Liaodong ligt ten noorden van de Gele Zee, tussen de Bohaizee in het westen en de Koreabaai in het oosten.
Het schiereiland vormt het zuidelijke deel van een bergketen die zich noordwaarts voortzet in het Changbaigebergte. Het gedeelte van de bergketen op het schiereiland staat bekend als het Qianshangebergte.
Op het schiereiland bevinden zich twee bekende zeehavens namelijk Dalian in het midden en Port Arthur/Lüshunkou (tegenwoordig tevens onderdeel van de gemeente Dalian) in het zuiden.

## Geschiedenis
Liaodong zou oorspronkelijk deel hebben uitgemaakt van het Koreaanse rijk Gojoseon. De Chinese Yangeneraal Qin kai veroverde de regio op Korea tijdens de periode van de Strijdende Staten. Later werd het schiereiland onder andere geregeerd door de Han-dynastie, Goguryeo, Balhae, Kitan, Jurchen, Yuan-dynastie, Ming-dynastie en Qing-dynastie.
Het schiereiland werd onderdeel van een conflict tijdens de Eerste Chinees-Japanse Oorlog (1894–1895), dat werd gewonnen door Japan. De nederlaag maakte deel uit van een periode van economische en militaire neergang van het Chinese rijk. De koloniale machten wisten in deze periode veelvuldig concessies af te dwingen van China. Het schiereiland werd op 17 april 1895 afgestaan aan Japan bij het Verdrag van Shimonoseki. Maar op 23 april 1895 werd het teruggegeven na de Drie Landen-interventie van Rusland, Frankrijk en Duitsland. Vervolgens wist de Russische regering de heersende Qing-dynastie te bewegen Liaodong en het strategisch belangrijke Lüshunkou (Port Arthur) in bruikleen te geven voor gebruik door de Russische marine. Dit zorgde voor wrok in Japan en was een van de aanleidingen voor de Russisch-Japanse Oorlog (1904–1905).
Tijdens de Russisch-Japanse Oorlog was Liaodong wederom de locatie van grote gevechten. Bij het Verdrag van Portsmouth (5 September 1905), dat het einde betekende van de Russisch-Japanse Oorlog, besloten beide partijen zich terug te trekken uit Mantsjoerije en de soevereiniteit terug te geven aan China. Japan kreeg Liaodong in bruikleen.
Tijdens de Tweede Wereldoorlog maakte Liaodong deel uit van Japans-China. Het maakte geen deel uit van de Japanse vazalstaat Mantsjoekwo die bijna geheel Mantsjoerije besloeg. Japan werd uiteindelijk verslagen en het schiereiland kwam in handen van de Republiek China. De Republiek China werd in 1949 verslagen tijdens de Chinese Burgeroorlog. Liaodong en het gehele vasteland van China kwamen in handen van de Volksrepubliek China.